# John Härdén
Johannes "John" Härdén, född 19 januari 1873 på Forsbacka bruk i Valbo socken, död 12 september 1935 på Lidingö, var en svensk metallurg och uppfinnare.
John Härdén var son till bruksbyggmästaren Per Härdén. Han utexaminerades från Tekniska skolan i Stockholm 1896 och från Polytechnikum i Zürich 1902. 1896–1900 innehade han anställningar vid industriföretag i Tyskland och Ryssland, och 1902–1905 var han metallurg vid General Electrics fabrik i Schenectady, där han bland annat byggde en elektrisk induktionsugn enligt Fredrik Kjellins system. Efter 1905 var han verksam bland annat vid en kolelektrodfabrik i Polen och vid brittiska metallurgiska anläggningen. Efter att ha återkommit till Sverige 1914 tjänstgjorde han 1914–1920 i Knut Tillbergs Guldsmedshytte AB i Guldsmedshyttan, där han uppfann metoder för utvinning av zink på elektrolytisk väg, framställning av ferrolegeringar med mera. 1920–1935 var Härdén knuten som ingenjör och konstruktör till Metallografiska institutet där han, delvis i samarbete med institutets föreståndare Carl Benedicks, utförde en del elektrotekniska nykonstruktioner av betydelse, såsom en maskin för alstring av höga elektriska spänningar, ugnsanläggningar och liknande. Bland Härdéns uppfinningar märks främst flera slags elektriska ugnar enligt olika principer och en metod för dimbildning från flygplan. Han publicerade flera artiklar i bland annat Teknisk Tidskrift och Jernkontorets annaler.